# Crinitospora pulchra
Crinitospora pulchra är en svampart som beskrevs av B. Sutton & Alcorn 1985. Crinitospora pulchra ingår i släktet Crinitospora, divisionen sporsäcksvampar och riket svampar.   Inga underarter finns listade i Catalogue of Life.